# Cepora
Cepora é um género de borboletas, comummente chamada de gaivotas, da família Pieridae. O género contém cerca de 20 espécies compartilhadas entre a eco-zona da região indo-malaia e a eco-zona da Australásia.

## Espécies
Listadas em ordem alfabética:
- Cepora abnormis (Wallace, 1867)
- Cepora aspasia (Stoll, [1790])
- Cepora bathseba (Snellen, 1902)
- Cepora boisduvaliana (C & R Felder, 1862)
- Cepora celebensis (Rothschild, 1892)
- Cepora eperia (Boisduval, 1836)
- Cepora eurygonia (Hopffer, 1874)
- Cepora fora (Fruhstorfer, 1897)
- Cepora himiko Hanafusa, 1994
- Cepora judith (Fabricius, 1787)
- Cepora julia (Doherty, 1891)
- Cepora kotakii Hanafusa, 1989
- Cepora laeta (Hewitson, 1862)
- Cepora licea (Fabricius, 1787)
- Cepora nadina (Lucas, 1852)
- Cepora nerissa (Fabricius, 1775)
- Cepora pactolicus (Butler, 1865)
- Cepora perimale (Donovan, 1805)
- Cepora Temena (Hewitson, 1861)
- Cepora Timnatha (Hewitson, 1862)
- Cepora wui Chou, Zhang & Wang, 2001